# Acanthophyllum raphiophyllum
Acanthophyllum raphiophyllum är en nejlikväxtart som först beskrevs av K. H. Rechinger, och fick sitt nu gällande namn av Youssef Ibrahim Barkoudah. Acanthophyllum raphiophyllum ingår i släktet Acanthophyllum och familjen nejlikväxter. Inga underarter finns listade i Catalogue of Life.